# آنری مورژه
لویی-آنری مورژه (فرانسوی: Louis-Henri Murger‎؛ ۲۷ مارس ۱۸۲۲ – ۲۸ ژانویهٔ ۱۸۶۱) شاعر، رمان‌نویس و نویسنده اهل فرانسه بود.
شهرت او بیشتر به‌خاطر نگارشِ کتاب صحنه‌هایی از زندگی کولی‌وار است که الهام‌بخش آثار هنری دیگری چون اپرای لا بوهم اثرِ جاکومو پوچینی، اپرای صحنه‌هایی از زندگی کولی‌وار اثرِ روجرو لئونکاوالو و فیلم زندگی کولی‌وار به کارگردانی آکی کائوریسماکی گردید.
وی همچنین برندهٔ جوایزی همچون شوالیه لژیون دونور شده‌است.